# Ludger Mintrop

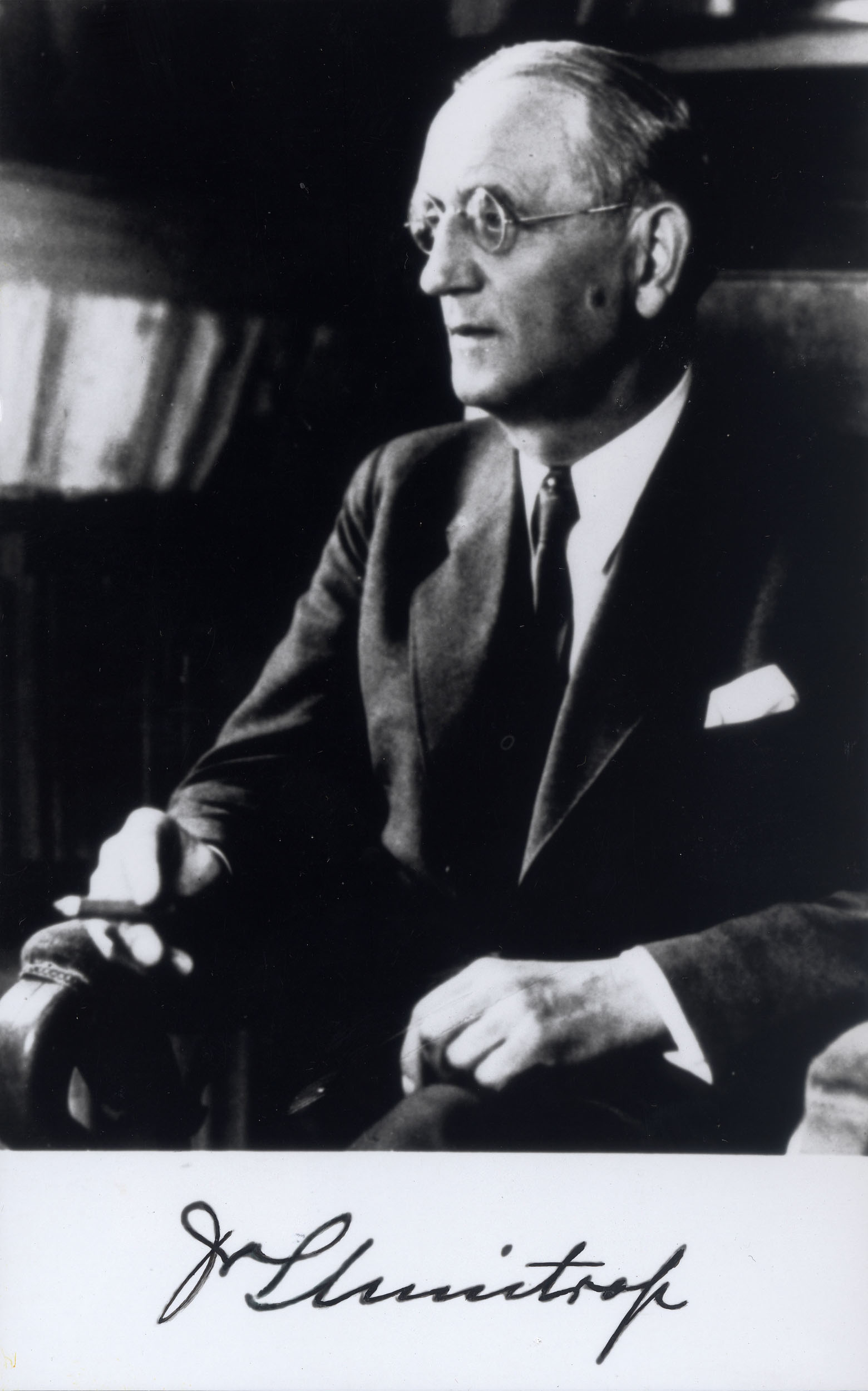
Ludger Mintrop

Ludger Mintrop (né le 18 janvier 1880 à Essen et mort le 1er janvier 1956 à Essen) est un géophysicien allemand, un des précurseurs de l'exploration pétrolière par voie sismique de surface.
En 1908, il procède à Göttingen à la première mesure sismique artificielle, en faisant tomber un poids de 4 tonnes d'une hauteur de 14 mètres.
Il dépose des brevets en 1916 et fonde la société Seismos GmbH en 1921.